# Общуване
Общуването е дейност, при който живи организми, както и информационни системи, обменят сведения и знания. Информационната обмяна на съобщения се състои от създаване, промяна и пренос или изпращане на текстови съобщения и информация. Има много начини на общуване, за което могат да бъдат използвани много различни езикови и дори неезикови, например визуални, графични и илюстративни, или дори жестови методи. Езикът, речта и писменният текст са основна част на общуването, а в технологиите при технологичния комуникационен процес на обработването от изчислителни устройства (компютри) на езиковите и текстови съобщения те трябва да бъдат пратени от техния изпращач до техния получател.

## Общуването при хората

### Форми
Словесно и несловесно общуване.

#### Словесното общуване или комуникация
Речта е израз на езиковото общуване, при което се използват произнасяни думи, като речевата комуникация има изисквания не само в познаване „смисъла или значението на думите“, но и етикет на общуването, който го прави възможно.

#### Език
Езикът е система от знаци, използвани за комуникация. В този смисъл езикът е семиотична система и най-често под език се разбира говорният (устен) език – речта, и неговият писмен вариант, но има също и други типове езици, като жестикулаторни например.
Говорната способност на хората възниква в далечно предисторическо време. Тогава се оформят и езиковите семейства, които съществуват при появата на писмеността. В наши дни са създадени множество изкуствени езици, което довежда и до появата на понятието естествен език. Езикът е средство за общуване, което се смята за специфично за хората. Макар че някои други животни използват сложни системи за общуване, понякога наричани животински език, те не притежават всички свойства, с които се дефинира езикът в езикознанието.
Системата на организация на езиковите знаци (думи) се нарича граматика. От лингвистична гледна точка граматиката на един език съдържа неговия синтаксис и морфология, но в една по-широка перспектива това са всички правила за използване на един език:
- правопис
- фонетика
- лексикология
- словообразуване
- морфология
- синтаксис

Думите в езика имат формално и семантично съдържание, като под формално се разбира тяхното звуково и писмено изразяване, а семантиката е тяхното значение. В речта думите реализират не само своите основни езикови (речникови) значения, но те се натоварват с конкретни, контекстуални, индивидуални и социално обособени значения. Така в речта езиковите значения се обогатяват (чрез експресивността) и следователно в своята реализация думите, събрани в изречения и текстове (или реч), организират често обща семантика на фразата, изречението и текста. По този начин може да се говори за семантика, различна от чисто лексикалната.
Към основната комуникативна функция на езика можем да добавим още експресивната, конотативната и др. функции. Броят и назоваването на езиковите функции са въпрос на оспорване от отделните езиковеди и лингвистични школи.

#### Устно общуване
Устното общуване е пряко. То може да бъде неофициално и официално.

#### Писмено общуване
Когато общуваме писмено, тогава пишем бележка или писмо на лист хартия, исторически писането върху пергамент или по-трайните писмени форми като текстове или знаци, изписани върху стена (стени на пирамидите).

##### Писмено общуване чрез технологични средства
Първите опити за писмено общуване с помощта на технологични средства са телеграфът и телексът.
Писменото общуване през XX и XXI век може да се осъществява и електронно. Писменото общуване чрез компютър или други мобилни устройства става възможно чрез използването на интернет.

#### Фактори на несловесното общуване
Несловесното общуване е съпътстващо или предхождащо словесното, това са жестовете или знаците, които събеседниците отправят един към друг, преди да започнат да комуникират, това може да са лицеви изражения или дори жестикулации.
Несловесното общуване е също така специфична част от съпътстващата речевата жестикулативна комуникация, то се отнася до „онова, което не може да бъде изречено, но се подразбира“.
Несловесното общуване включва второстепенен вид предаване на информация без при това да се използва реч. При прякото общуване между хората една част от информацията се предава по несловесен път, най-вече чрез т.нар. език на тялото – жестове, поза, мимика, това обаче невинаги е част от несловесното общуване, макар да може да бъде израз на мисленето на събеседника, тъй като изразява неговите идеи. Влияние върху несловесното общуване имат фактори, като облекло, прическа, тяхното удобство или неудобство, които могат да улесняват или затрудняват словесната комуникация, както и други фактори като социалната, обществената или в архитектурен смисъл – архитектурната среда, в която протича то.
Макар при несловесното общуване да не се подразбира използването на реч, върху него се отразяват също, вторично, и някои фактори на словесното общуване, като силата и тембърът на гласа, прозодични елементи, като ритъм, интонация и ударение.
По подобен начин и писменият текст съдържа извън разбирането на текста като семантична цялост, извънсемантични или несловесни, графични елементи, като почерк (за графологията, изучаваща личностните интелектуални характеристики на базата на писането), графичното или пространствено разположение на думите на текста (например стихотворните форми, които имат своето графично изражение) или използването на емотикони в онлайн общуването, специфично чатовете и по-рядко в онлайн съобщенията.
Най-често това са двуизмерни изображения – знаци, схеми, чертежи, рисунки, илюстрации. В много случаи те са съчетани с текст, като двете форми взаимно се допълват.
Към несловесното общуване се отнасят и визуалните форми, при които информацията се предава чрез визуализацията на емоциите и мислите, чрез създаването на значими (особено в киното) визуални образи.
Дори при словесното общуване важна роля играят несловесни елементи, наричани параезик.

#### Несловесното общуване или жестикулации
Макар някои форми на несловесното общуване да могат да предадат донякъде какво мисли и чувства индивида, който участва в комуникацията, жестовете и жестикулацията имат по-голяма изразителна сила.

### Физиология
Физиология и анатомия на говорния апарат се изучават във връзка с фонологичните особености на общуването.
Физиологията на общуването в медицината е свързана с характеристиките, които развива говорещият или пишещият. Този вид физиология има и своите медицински аспекти, като логопедия например.

### Психология
Психологическите аспекти на комуникацията на базово ниво разглеждат типа личност, към които може да бъде присъединен говорещият и съответно неговата позиция в комуникацията:
- Открита – открито излага мисли, идеи и гледна точка
- Страняща – неутрална позиция, съгласява се с всички гледни точки, не заявява нито една открито
- Закрита – прикрива собствената позиция с всякакви средства

### Ефективна комуникация
Ефективна комуникация е понятие от теорията на комуникацията, най-разпространеното определение за което дава американският учен Бернард Берелсон:
Ефективните комуникации са някакъв вид съобщения, по някакъв вид въпроси, достигнали до определена аудитория при някакви условия и притежаващи някакво въздействие.
Ефективното излъчване на послания е съществено условие за успеха на всеки аспект от функционирането на една организация. За да бъде ефективна една комуникация, е необходимо да бъде съобразена с три основни принципа:
- яснота на съобщението;
- принцип на цялостност;
- принципът за използване предимствата на неформалната комуникация.

За обезпечаване на ефективна комуникация са необходими надеждни комуникационни средства и екип с възможност да отстранява чрез технологични и нетехнологични средства проблемите в средствата за комуникация. Особено внимание трябва да се отдели на контакта с външни клиенти или организации при срив в захранващото напрежение. Затова предварително се изготвя план, провежда се обучение и се провеждат изпитания за доказване ефективността на взетите мерки.
Често пъти за готовността на една организация да обезпечи безпроблемна комуникация се наемат външни специалисти, които да проверят не само техническите средства, но и подготвеността на персонала както и съществуващите наръчници и други писмени документи, свързани със средствата за комуникация, но и да подготвят препоръки за гарантиране на ефективна комуникация.
Развитието на българската теория и практика върху ефективната комуникация, онлайн и в речевото общуване, е разглеждана от Мат Ейбрахамс в Станфорд особено в областта на реторика и реторически изказвания, които са запомнящи се (или областта на „известни политически речи“, тъй като обикновено тези политически речи, които са значими, социално и политически, са и тези, които се отбелязват като „запомнящи се“). Мат Ейбрахамс разглежда на първо място подготовката за изпълняването на „запомняща се реч“, както в класическите ѝ аспекти на физическа подготовка, каквато дава НСА, но и дори по-персоналните аспекти на having a good sleep. преди речта, както и психологическите аспекти на подготовката като motivation, emotion and action.

## Общ модел на общуването
- Кой предава съобщението? – Говорещ (в политиката – оратор, в дипломацията: комуникатор)
- Какво се предава? – Съобщение
- Как се предава? – Речево, писмено, както и тип на комуникационния канал или комуникационна връзка при отдалечените съобщения
- На кого се предава? – Събеседник или аудитория
- Защо се предава? – Основно комуникирано значение, което говорещият иска да съобщи на събеседника/ците си, в политическата реторика: цел, ефективност

### Различни страни на общуването
- Комуникативна

Основна цел на общуването е предаването на съобщения в група от събеседници или пред слушатели.
В технологиите това е процесът на обмяна на информацията между устройствата, който има за резултат предаването на тези съобщения до техните получатели.
- Интерактивна

Тази характеристика на общуването означава включването на технологични способи, които подпомагат комуникацията и които асистират говорещия, в илюстрацията или показването например на голям екран на дадена лекция. Интерактивната характеристика отчита модерните способи за извършването на комуникацията в квалифицирани области и особено в образованието.
- Перцептивна

Перцептивната характеристика е подхарактеристика на интерактивната, и включва перцептивните възможности, които имат определените технологични способи, тоест дали информацията, която говорещият или лекторът показва, чрез технологични способи и достатъчно визуално перцептивна за неговата аудитория, това се отнася до използването на средства, които се очаква да подобрят перцепцията на аудиторията, за което е необходима както висока технологична опитност, но особено високо ниво на етикет и култура на общуването от страна на говорещия, но също и на неговата публика или аудитория.

### Нива на комуникация
- Реална или действителна комуникация

Това е комуникацията, която се осъществява чрез комуникирането на съобщения между говорещи.
- Надредната комуникация и метакомуникация

Надредната комуникация се отнася до онези съобщения в литературните текстове, особено класическите текстове в литературата, които имат възможността да съобщават освен основния сюжетен текст и допълнителни значения, конотативност на текста, многозначност на литературната творба. Под ниво на литературната комуникативност може да се разбира трудността за постигането на тази литературна многозначност, която е характерна за класическите автори.

## Пренос на съобщенията
Обикновено съобщенията, изпращани онлайн, са кратки и са част от чат или се изпращат чрез модули към уебсайтове или с приложения.
Имейлът е интернет система за изпращане на съобщения и пренос на файлове до получател, при която се транспортират съобщения под формата на текст, придружаващи илюстриращи изображения, прикачени файлове, които са допълнителни носители на информация.
Имейлът е вид електронна поща, който е въведен в университетите, за да улесни изпращането на научни текстове, но той също така улеснява изпращането на картички и други съобщения до намиращи се на отдалечени разстояния получатели, с което се улеснява физическият пренос на личните пощенски съобщения, които през XIX век са обслужвани от държавните пощи. И днес частните и държавни пощи се основното средство за изпращане на физически носители на съобщенията особено към пратки, които могат да се нуждаят от описание за получателя от изпращача, те в миналото са използвани за отдалечено общуване и надежно изпращане на лични или държавно-политически пощенски съобщения и преди появата на модерните телекомуникация през втората половина на XIX век и особено интернет през XX век.
Телекомуникация се нарича изпращането на съобщения през големи и дори междуконтинентални, тоест значително отдалечени разстояния с цел отдалечено общуване. Исторически, в по-ранните етапи на развитие на телекомуникациите, се включва употребата на визуални сигнали като огън, дим, оптични телеграфи, сигнални флагове, оптически хелиографи или аудиосъобщения чрез кодирано биене на барабани, хорни или на по-близки разстояния – силни изсвирвания например. В модерната ера на електричество и електроника телекомуникациите обикновено включват електрически средства като телеграф, телефон, телекс, радиорелейни линии, мобилни телефони и мрежи, интернет окабеляване (вкл. оптиковлакнова комуникация за виртуални среди), и техните асоциирани електронни елементи на преноса на информация, и използването на компютърни мрежи (позиционни системи) и интернет.

## Комуникацията в образователната сфера
Комуникацията обхваща както технологии, така и педагогика. Обучаемите, особено възрастните, учат по-добре чрез споделяне на своя опит. Те учат, докато се обучават един друг.

### Средства за комуникация
За насърчаване на взаимодействието между учещите обучаващите се и споделянето на информация помежду им по време на учебен час, могат да бъдат използвани средства като:
- дискусия
- жестове (например вдигане на ръка) или езикът на тялото (когато не се вдига ръка, а по-скоро жестовете на тялото трябва да изразят невдигането на ръка)
- некомуникативно присъствие

В общуването може да се участва и „пасивно“, тоест без активно говорене или дискутиране, но със самото присъствие, при което обаче може да се включват невербалните аспекти на комуникацията, като одобряването или неодобряването на комуникираното от говорещия.
Или в образованието по време на дискусия, присъстващите може да научават от дискутиращите тези неща, които не разбират. Обикновено се подразбира, че тези, които като присъстват, се обучават на базата на дискусията имат одобряващ подход към дискутиращите и се готвят да се включат в дискусията по-късно.

### Онлайн комуникация
При онлайн комуникацията може да се използва писмен чат, като се пише на клавиатура, съобщения, които са текстови, с допълващи емотикони или файлове, като изображения, музикални файлове или други файлове, които могат да се изпращат. В някои случаи към чата може да се включи и микрофон за използването на онлайн комуникация.
При този вид комуникация в повечето случаи хората нямат визуален или гласов контакт, т.е. те не могат да чуят гласа или да видят израза на лицето на човека отсреща, поради което се налага използването на различни текстови и графични съобщения, наречени емотикони, с чиято помощ да изразяват своето емоционално състояние.

### Комуникация в онлайн обучението
Когато тези семинари или лекции онлайн, включват и говор, тоест микрофон, но също и клавиатура, текст, между обучаемите и обучаващият, както и споделянето на информация помежду им (обикновено в отделен чат) по време на семинара, преподаването или учебен час се използват средства като:
- Визуална връзка между участниците
- табло за съобщения (което често показва екрана на обучаващия, това са „бели дъски“ (white board systems), върху които също говорещият лектор може да пише)
- чат в реално време
- допълнително: електронна поща и др.

### Категории на онлайн комуникация
Един от ключовите критерии за категоризиране на онлайн комуникацията е дали тя се осъществява, докато участниците в нея са онлайн в един и същ момент от времето, или не.
По отношение на този критерий се разграничават два вида онлайн комуникация:
1. синхронна, при която участниците в нея са едновременно онлайн, и
2. асинхронна, при която това условие не е изпълнено или дори и ако са едновременно онлайн, се отчита определена степен на несинхронност, заради отдалеченост или несъвместимост на мрежи.
3. Комуникация, която отчита период на отлагане на прочитане на съобщението или текста от получателя, като при имейлите.

Обикновено комуникацията онлайн е синхронна, например в повечето чатове, макар че някои видове приложения за съобщения използват и асинхронна, с изчаквателна функция, това може да се дължи на обема на съобщенията, които сървърите, обслужващи този вид приложение, трябва да обслужват.
Уебсайтовете, особено в техния класически стил, се смятат за вид комуникация, или комуникиране на текстове, медия и съобщения, от автора или притежателя на даден сайт към неговите потребители. Те предполагат отлагане на съобщението от 1 седмица до 1 – 2 години.
При синхронната комуникация най-често се използва комбинация от:
- чат (включително и с възможност за видео- и/или аудиоконференция) и
- изпращане на съобщения в даден уебсайт, форуми или чрез приложение
- в програмите за онлайн семинари или онлайн обучение, където се използва бяла дъска за писане от говорещия, това може да включва показване на чата на участващите обучаващи се на бялата дъска, при което веднага се виждат изписваните от участниците съобщения.

При асинхронната комуникация най-често употребявани са някои приложения за съобщения, в някои случаи някои дискусионни групи, които имат сървърно отлагане, някои табла за съобщения също могат да отчитат забавяне при показване на съобщението.
Като много дълго отложени съобщения могат да се считат тези отправени в Космоса. Тоест смята се, че комуникационните съобщения, напускащи Земята във вид на радиовълни или дори телевизионни вълни, ако имат получател в Космоса, то те са с много дълго отлагане, заради отдалечеността на цивилизациите.
Свръхотлагането на съобщенията е известна на историята цивилизационна практика, която е използвана при изписването на стените на пирамидите и други архитектурни паметници, тъй като те могат да устоят дори на цивилизационни промени и изменения.